# Riksväg 25, Finland

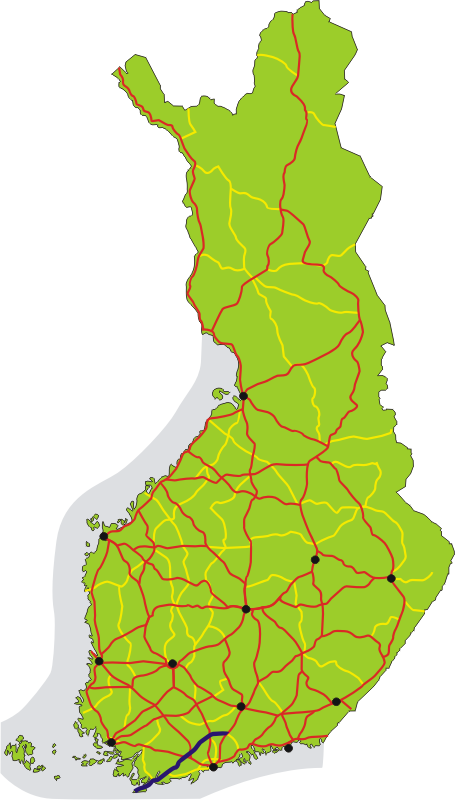
Riksväg 25 markerad med mörkblått på kartan

Riksväg 25 är en av Finlands huvudvägar. Riksvägen binder samman Hangö i väster med Mäntsälä i öster och går via städerna Ekenäs, Karis, Lojo och Hyvinge. Riksvägen är cirka 170 km lång och är motorväg under 7 km på en sträcka som den har gemensam med Europaväg 18/Riksväg 1 norr om Lojo. Tidigare hade Riksväg 25 numreringen Stamväg 53, men vägens status höjdes i och med att den är en viktig transportled från bland annat Hangö hamn. 

## Rutt
Riksväg 25 passerar följande kommuner och korsar följande vägar. 
- Hangö
- Raseborg 52 51
- Lojo E 18/1
- Vichtis 2
- Nurmijärvi
- Hyvinge E 12/3
- Mäntsälä E 75/4